# Гуннар Гекерт
Гуннар Гекерт  (фін. Gunnar Höckert, 12 жовтня 1910 — 11 лютого 1940) — фінський легкоатлет, олімпійський чемпіон.

## Виступи на Олімпіадах
| Олімпіада   | Дисципліна         | Місце  |
| ----------- | ------------------ | ------ |
| Берлін 1936 | біг на 5000 метрів | Золото |

## Загибель
Пішов добровольцем на фронт під час Радянсько-фінської війни (1939—1940). Лейтенант Гуннар Гекерт був убитий на Карельському перешийку лише за день до свого 30-го дня народження.